# سرجیو هنریکه فریرا
سرجیو هنریکه فریرا (انگلیسی: Sérgio Henrique Ferreira; ۴ اکتبر ۱۹۳۴ – ۱۷ ژوئیهٔ ۲۰۱۶) داروشناس اهل برزیل بود.